# Le Leuy
Leuy – miejscowość i gmina we Francji, w regionie Nowa Akwitania, w departamencie Landy.
Według danych na rok 1990 gminę zamieszkiwało 231 osób, a gęstość zaludnienia wynosiła 24 osób/km² (wśród 2290 gmin Akwitanii Leuy plasuje się na 946. miejscu pod względem liczby ludności, natomiast pod względem powierzchni na miejscu 1088.).